# Grupo Capote
O Grupo Capote foi um conjunto musical brasileiro que esteve em atividade durante a década de 1970. Criado pelo cantor e compositor Odair Cabeça de Poeta, também tocava às vezes em parceria com o músico Tom Zé. O repertório misturava ritmos tradicionais nordestinos, como o forró e o maxixe, com os instrumentos eletrônicos e a batida típicos dos grupos de rock, e sobretudo uma boa dose de humor nas letras.
Odair e o Capote gravaram discos como O Forró Vai Ser Doutor (1975) e Rebuliço (1979). Seus componentes incluíam o próprio Odair e o guitarrista Ronaldo Paschoa.
No início dos anos 2000, o Grupo Capote ganhou a atenção dos brasileiros, uma vez que sua canção Feira da Fruta foi a música-tema de uma redublagem satírica conhecida como "Bátima Feira da Fruta".